# Парадокс голяра
Парадокс голяра (парадокс цирульника) — відомий логічний парадокс, який полягає у неможливості існування голяра, який голить тих і лише тих, хто не голиться сам.

## Формулювання
Нехай у якомусь селі живе голяр (цирульник), який голить усіх жителів села, які не голяться самі, й лише їх. Чи голить голяр себе?
З будь-якої відповіді випливає суперечність. Бертран Расселл зазначає, що цей парадокс не еквівалентний його парадоксу й легко вирішується. Насправді, як і парадокс Расселла показує, що не існує расселлової множини, парадокс голяра показує, що такого голяра просто не існує. Різниця полягає в тому, що в неіснуванні такого голяра нічого дивного немає: не для всякої властивості знаходиться цирульник, який голить людей, що володіють цією властивістю. Однак те, що не існує множини елементів, заданих певною цілком визначеною властивістю, суперечить наївній уяві про множини й потребує пояснення.